# Merovech de Jongere
Koning Merovech de Jongere (Reg. 448 - 458) was de zoon van koning Merovech, de grondlegger van het Huis der Merovingen. Na de dood van koning Chlodio of ook Chlodian VI in 448, volgde hij hem op. Childerik I, zoon van Merovech, werd een jaar voor zijn dood koning der Franken. Koning Merovech de Jongere moet heel jong en vermoedelijk door ziekte gestorven zijn.